# 国民社会主義自由運動

党旗

国民社会主義自由運動（こくみんしゃかいしゅぎじゆううんどう、ドイツ語: Nationalsozialistische Freiheitsbewegung、略称: NSFB）は、ヴァイマル共和政期のドイツの政党。国民社会主義ドイツ労働者党（ナチ党）が前年に起こしたミュンヘン一揆のために禁止されていた1924年に旧ナチ党勢力とドイツ民族自由党が合同して設立した政党である。エーリヒ・ルーデンドルフ、アルブレヒト・フォン・グレーフェ、グレゴール・シュトラッサー、エルンスト・レームなどが指導した。全ての旧ナチ党勢力が参加したわけではなく、大ドイツ民族共同体や北ドイツ執行部といった旧ナチ党勢力は国民社会主義自由運動と敵対した。獄中のアドルフ・ヒトラーは党内争いに巻き込まれるのを避けるため、どの勢力を支持するとも明言しなかった。1924年末にヒトラーが出獄し、1925年2月にナチ党を再建すると解散した。

## 歴史

### 創設までの経緯
1923年11月8日から9日にかけてナチ党党首アドルフ・ヒトラー、第一次世界大戦の英雄エーリヒ・ルーデンドルフ将軍、帝国戦闘旗団団長エルンスト・レームらは、前年にイタリアで成功したベニート・ムッソリーニのローマ進軍をまねて、バイエルン州を押さえた後に更にベルリンへと進軍しようというミュンヘン一揆を起こした。しかしバイエルン州警察の銃撃を受けて一揆は失敗。ナチ党は解散させられ、ヒトラーたちは勾留された。
勾留されたヒトラーはアルフレート・ローゼンベルクを自らの代理に任じ、自分に代わって党を再建することを命じた。ローゼンベルクは「大ドイツ民族共同体」を組織したが、ナチ党の偽装組織として摘発を受けないように自らは代表とはならなかった。大ドイツ民族共同体はヘルマン・エッサーとユリウス・シュトライヒャーを取り込み、後に彼らによって指導されることとなる。他にもナチ党の偽装組織として様々な政党・団体が生まれていたが、1924年4月6日に予定されるバイエルン州議会選挙のために一つになる必要があった。1924年1月6日にバンベルクで大ドイツ民族共同体やドイツ労働者党など様々な旧ナチ党勢力が集まり、来るべきバイエルン州議会選挙には「民族主義ブロック」として合同して臨むことが決定した。
またローゼンベルクは北ドイツに力を持つドイツ民族自由党の党首アルブレヒト・フォン・グレーフェと1924年2月24日に会談し、バイエルン州議会選挙の後に来るべき5月4日の国会選挙で大ドイツ民族共同体と民族自由党が相互協力することを協定した。この両党の国会選挙協力体制を「民族主義＝社会主義ブロック」と名付けた。
1924年4月1日にミュンヘン一揆指導者たちの裁判の判決が下り、ヒトラーは5年の懲役刑（ただし執行6ヵ月後に仮釈放し、以降は保護観察期間に切り替えることも判決文に盛り込まれる）、レームは1年3カ月の懲役（ただし判決後すぐに仮釈放）、ルーデンドルフ将軍は無罪となった。この裁判でナチ党が話題になっていたため、直後の4月6日に行われたバイエルン州議会選挙で民族主義ブロックは51万2300票（得票率17.1%）という大量得票を得た。バイエルン人民党とドイツ社会民主党に次ぐ第3党となった。
民族主義ブロックは続いて5月4日の国会選挙での勝利を目指してフォン・グレーフェ率いるドイツ民族自由党との協力関係を密にした（「民族主義＝社会主義ブロック」）。ドイツ民族自由党は釈放されたルーデンドルフ将軍を担ぐことに成功し、彼の名声を使って民族主義＝社会主義ブロックの中で指導的立場を得ようとしていた。5月4日の国会選挙で民族主義＝社会主義ブロックは191万8000票（得票率6.6%）を獲得し、32議席を獲得するという上々の成績をあげた。

### 創設

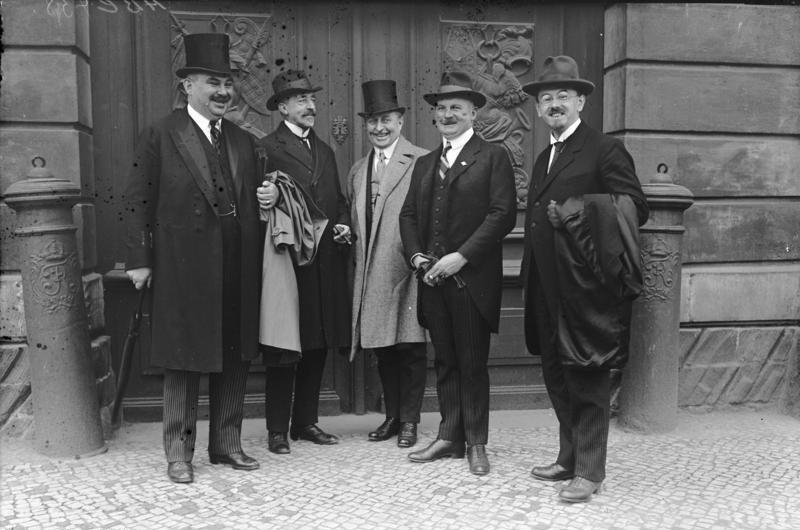
登院するNSFB議員
左から2番目がフォン・グレーフェ、右から2番目がレーム

この成功にドイツ民族自由党とナチ党残党勢力は一回の選挙同盟に留めず、両党を統合しようという話になった。ヒトラーは、ルーデンドルフ将軍やフォン・グレーフェらドイツ民族自由党勢力にナチ党の指導権を取られることを警戒して統合を嫌がっていたが、投獄中であったため強く口出しできず阻止できなかった。こうしてドイツ民族自由党とナチ党残党勢力は1924年6月12日に「国民社会主義自由運動」（Nationalsozialistische Freiheitsbewegung、略称: NSFB）を立ちあげる運びとなった。
国民社会主義自由運動は最高指導機関として「全国執行部」を設けた。ルーデンドルフ将軍、フォン・グレーフェ、グレゴール・シュトラッサーの三人がこれに所属した。シュトラッサーはヒトラーの代理としての参加だった。ヒトラーの指名した代理はローゼンベルクであったが、彼はヒトラーの意を汲んでナチ党とドイツ民族自由党の合同を半年の期限付きにすることを提案したため、ルーデンドルフ将軍に睨まれて退けられた。国民社会主義運動の日常の活動はシュトラッサーとフロントバン（ヒトラーとルーデンドルフとフォン・グレーフェに忠誠を誓う突撃隊の偽装準軍事組織）指導者エルンスト・レームによって指導された。

### 内部分裂
一方でナチ党残党勢力の中には国民社会主義自由運動に反対する勢力も多かった。同組織がヒトラーの指導権を蔑ろにしているのではないかという疑念、またドイツ民族自由党との合同への反対、議会政治参加への反対などのためである。
一番それが顕著だったのはエッサーとシュトライヒャーによって指導されていた大ドイツ民族共同体であった。彼らはヒトラーが一揆前に「議会政治はドイツ国民破滅への道」と主張していた事を引き合いに議会政治への参加を拒否した。国民社会主義自由運動と大ドイツ民族共同体の対立は1924年秋に決定的となった。この頃、バイエルン州の民族主義ブロックが正式に国民社会主義自由運動バイエルン支部になったが、民族主義ブロックに加盟している大ドイツ民族共同体は「自分たちこそがヒトラー精神を継ぐ者」として彼らが国民社会主義自由運動に加わる条件として「全国指導部にシュトライヒャーを加えろ」「三名から成る現在の"全国指導部"を五名から成る"幹部会"に改組し、追加される二名は大ドイツ民族共同体から出せ」「大ドイツ民族共同体の負債はすべて国民社会主義自由運動で負担しろ」といった非妥協的な要求を突き付けた。国民社会主義自由運動は激怒し、大ドイツ民族共同体を民族主義ブロックから除名した。これにより両者の対立が決定的となったのである。
同じくゲッティンゲン市を中心に活動するナチ党残党勢力「北ドイツ執行部」も同じくドイツ民族自由党との合同と議会政治への参加に反対していた。彼らは国民社会主義運動を「大所有者集団」と呼んで批判し、大ドイツ民族共同体を「零落者集団」と呼んで蔑んだ。そして自分たちこそが「健全な中産階級者」と主張していた。
このような国民社会主義自由運動の分裂状態、またライヒスバンク総裁ヒャルマル・シャハトの通貨政策でインフレがだいぶ落ち着き、社会不安が減り、右翼が必要とされなくなったなどの社会事情により、1924年12月7日の国会選挙では国民社会主義自由運動は90万7000票しか取れなかった。5月の選挙と比べると100万票も減らしている。議席も32議席から14議席に減少した。

### 解体とナチ党再建
そんな中の1924年12月20日にアドルフ・ヒトラーがランツベルク刑務所から仮釈放される。ヒトラーはナチ党に同情的なバイエルン法相フランツ・ギュルトナーの仲介で1925年1月4日にバイエルン州首相ハインリヒ・ヘルトと会談した。ヘルトの与党バイエルン人民党の連立相手である国家人民党のギュルトナーの要請では無下に断ることはできず、しぶしぶ会談に応じたのだった。ヒトラーはヘルトに二度と一揆を企てないと約し、代わりにヘルトは2月16日をもってナチ党禁止令を解除することを約した。
ヒトラーの復活で民族主義ブロックや大ドイツ民族共同体などバイエルンの旧ナチ党勢力はこれまでの対立を放棄してヒトラーの指揮下に戻った。ルーデンドルフやドイツ民族自由党勢力には面白からぬ事態であった。彼らはヒトラーにはルーデンドルフの傍らで「太鼓持ち」をする役割だけを期待していたので、すぐにヒトラーと意見の不一致を起こした。
またドイツ民族自由党は北ドイツを本拠としたためプロテスタントの気風があり、反カトリック色が強い政党だった。カトリック教会やローマ教皇を痛烈に批判していた。しかし宗派問題にさして関心のないヒトラーはこのような事をしてカトリック的なバイエルン州政府を敵に回したくなかった（ナチ党禁止令解除にも差し障る可能性あり）。このようなヒトラーの反カトリックを明確にしない態度にドイツ民族自由党幹部エルンスト・ツー・レーヴェントロー伯爵はヒトラーを「ローマの下僕」と呼んで批判した。
結局、ヒトラーはドイツ民族自由党と手を切る事を決意し、ナチ党はドイツ民族自由党と合同しない事を宣言した。1925年2月12日にルーデンドルフとフォン・グレーフェはドイツ民族自由党を国民社会主義自由運動から離脱させた。1925年2月27日にヒトラーは「ビュルガーブロイケラー」でナチス再結党宣言を行ったが、その中でドイツ民族自由党との連立を改めて否定した。なおこの再結党宣言にはルーデンドルフの下で国民社会主義自由運動を指導してきたグレゴール・シュトラッサーとエルンスト・レームが出席していない。
グレゴール・シュトラッサーは3月にヒトラーを新生ナチ党の党首と認め、ナチ党に戻った。レームはフロントバンの今後の方針を巡ってヒトラーと意見が合わず、4月にフロントバン指揮官の座を辞して政界から一時引退した。しかしレームの突撃隊に対する影響力は残り、1930年にヒトラーは突撃隊指導者としてレームを呼び戻すこととなる。